# Ignazio Buttitta
Ignazio Buttitta (Bagheria, 19 septembre 1899 – Bagheria, 5 avril 1997)  est un poète dialectal italien du XXe siècle. Il est resté toute la vie attaché à sa Sicile natale, écrivant en Sicilien.
Ses sujets de prédilection sont la guerre, les fermiers, les ouvriers, les pauvres de sa région et les problèmes quotidiens de la vie.

## Biographie
Ignazio Buttitta est né à Bagheria, le 19 septembre 1899, dans une famille de marchands. Il a une sœur jumelle. La souffrance de son enfance se retrouve souvent dans sa poésie, il y aborde les thèmes de l'école primaire et le travail dans la charcuterie paternelle. En 1917, durant la Première Guerre mondiale, il est enrôlé comme soldat pour participer à la défense du Piave.
Lors d'un voyage en train, il rencontre celle qui deviendra sa femme, Angela Isaja, et avec laquelle il aura quatre enfants. En 1943, à la suite de l'invasion de la Sicile par les forces alliées, ils émigrent à Codogno, abandonnant le magasin alimentaire (qui sera saccagé) et l’activité familiale. Obligé de rester en Lombardie à cause de ses idées socialistes, il s'implique activement dans la résistance italienne et, après la libération, il peut enfin rentrer en Sicile.
Il a l'occasion de retourner à Codogno pour y retrouver ses amis et pour y donner des conférences avec Salvatore Quasimodo et Elio Vittorini.
En 1972, il reçoit le Premio Viareggio. En 1980, il devient docteur honoris causa de la Faculté d'Éducation de l'Université de Palerme. Ses poèmes sont traduits en français, espagnol, grec, roumain, mandarin et russe. Il décède à Bagheria en 1997, à l'âge de 97 ans.
En 2003, son fils Anthonino crée la Fondation Ignazio Buttitta.

## Œuvres
- La peddi nova (1963), Éditions Feltrinelli
- La paglia bruciata (1968), idem
- Io faccio il poeta (1972), idem
- Il poeta in piazza (1974), idem, publié en France : Le Poète sur la place, coll. « Petite sirène » aux Éditeurs français réunis
- Prime e nuovissime (1982), idem, anthologies de ses œuvres précédentes
- Pietre nere (1983)
- Colapesce (1986)

## Photographies

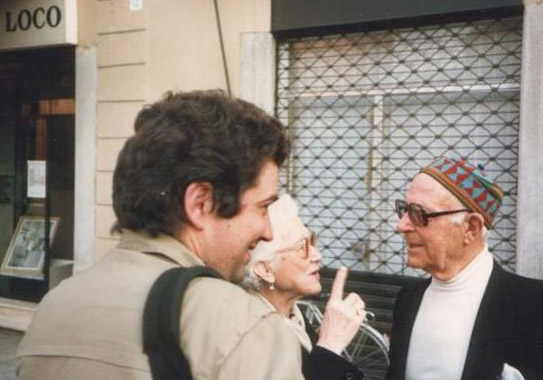
Buttitta avec son neveu Ignazio David, devant la Pro Loco de Codogno
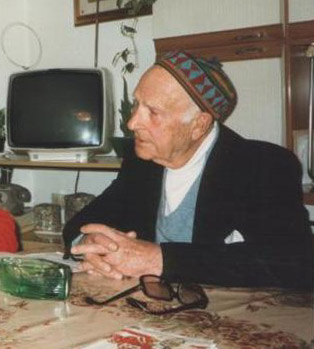
Buttitta, en un moment de repos, sans ses traditionnelles lunettes foncées